# 山本敏博
山本 敏博（やまもと としひろ、1958年〈昭和33年〉5月31日 - ）は、日本の実業家。

## 経歴
東京都出身。慶應義塾大学経済学部卒業。1981年に電通（現・電通グループ）に入社。メディア・コンテンツ、営業、ソリューションの各部門などを経て、2011年に執行役員に就任。2014年に取締役に就任、2016年に常務執行役員に就任。
2017年に、女性新入社員の過労自殺などの長時間労働問題の責任を取り辞任した石井直の後任として、電通（現・電通グループ）の代表取締役社長に就任した。

## 略歴
- 1981年（昭和56年）3月 - 慶應義塾大学経済学部卒業[2]。
- 1981年（昭和56年）4月 - 株式会社電通（現・株式会社電通グループ）入社[3]。
- 2001年（平成13年）10月 - 株式会社電通（現・株式会社電通グループ）アカウント・プランニング本部営業局部長[3]。
- 2004年（平成16年）1月 - 株式会社電通（現・株式会社電通グループ）アカウント・プランニング本部営業局局次長[3]。
- 2007年（平成19年）4月 - 株式会社電通（現・株式会社電通グループ）アカウント・プランニング本部営業局アカウントディレクション室室長[3]。
- 2008年（平成20年）7月 - 株式会社電通（現・株式会社電通グループ）コミュニケーション・デザイン・センター エグゼクティブ・プロジェクト・マネージャー[3]。
- 2009年（平成21年）4月 - 株式会社電通（現・株式会社電通グループ）コミュニケーション・デザイン・センターセンター長[3]。
- 2010年（平成22年）1月 - 株式会社電通デジタル・ホールディングス（現・株式会社電通イノベーションパートナーズ）取締役[3]。
- 2010年（平成22年）4月 - 株式会社電通（現・株式会社電通グループ）コミュニケーション・デザイン・センターセンター長兼MCプランニング局局長[3]。
- 2011年（平成23年）4月 - 株式会社電通（現・株式会社電通グループ）執行役員 コミュニケーション・デザイン・センターセンター長兼MCプランニング局局長[4]。
- 2012年（平成24年）4月 - 株式会社電通（現・株式会社電通グループ）執行役員 コミュニケーション・デザイン・センターセンター長[5]。
- 2013年（平成25年）4月 - 株式会社電通（現・株式会社電通グループ）執行役員[6]。
- 2013年（平成25年）6月 - 株式会社WOWOW社外取締役[7]。
- 2013年（平成25年）6月 - 株式会社シー・エー・エル取締役[3]。
- 2013年（平成25年）6月 - 株式会社ビーエスフジ取締役（現任）[3]。
- 2013年（平成25年）6月 - 株式会社インタラクティブ・プログラム・ガイド（現・株式会社IPG）取締役[8]。
- 2014年（平成26年）6月 - 株式会社電通（現・株式会社電通グループ）取締役執行役員[9]。
- 2015年（平成27年）6月 - 株式会社広告EDIセンター代表取締役社長[10]。
- 2015年（平成27年）6月 - 株式会社ドフ取締役[10]。
- 2015年（平成27年）8月 - 一般社団法人放送コンテンツ海外展開促進機構設立 理事[11]。
- 2016年（平成28年）1月 - 株式会社電通（現・株式会社電通グループ）取締役常務執行役員[12]。
- 2016年（平成28年）3月 - 株式会社電通（現・株式会社電通グループ）常務執行役員[12]。
- 2016年（平成28年）3月 - 株式会社電通デジタル・ホールディングス（現・株式会社電通イノベーションパートナーズ）代表取締役社長[13]。
- 2016年（平成28年）6月 - 株式会社D2C取締役[13]。
- 2016年（平成28年）6月 - 株式会社共同テレビジョン監査役[13]。
- 2017年（平成29年）1月 - 株式会社電通（現・株式会社電通グループ）社長執行役員兼CEO[14][15]。
- 2017年（平成29年）3月 - 株式会社電通（現・株式会社電通グループ）代表取締役社長兼CEO[14][16]。
- 2017年（平成29年）7月 - 楽天データマーケティング株式会社設立 社外取締役。
- 2020年（令和2年）1月 - 電通イージス・ネットワーク・リミテッド取締役会議長代行兼CEO代行[17]。
- 2022年（令和4年）1月 - 株式会社電通グループ 代表取締役
- 2022年（令和4年）3月 - 株式会社電通グループ 代表取締役退任